# Kaftan
Kaftan (od perzijskog: خفتان, ġaftān = odjeća časti) je dugi muški ogrtač bez podstave mezopotamskog porijekla, koji su nosili brojni narodi diljem Bliskog istoka.Obično se krojio od pamuka ili svile ili kombinacijom ta dva materijala.
Vrsta odjeće srednjoazijskih naroda koja se u prošlosti nosila na području Male Azije, Poljske, Rusije i Mađarske. 
Kaftan je dugi kaput ili ogrtač od grubog sukna, vune ili svile, širkoih rukava, bez podstave, i dug sve do gležnjeva. Javlja se nekoliko tipova. Najpoznatiji je onaj kojega su nosili otomanski sultani, a u pogledu stroge hijerarhije (rangu pojedinca) razlikovali su se po boji, uzorcima i dugmadi.
Na području zapadne Afrike javlja se senegalski kaftan-sabador kod naroda Wolof, i nešto elegantniji mbubb ili veliki boubou.
Marokasni kaftan, ženska je nošnja, uobičajena kod Marokanki. U jugoistočnoj Aziji nalazimo batik kaftan za čiju se izradu preferira svila, i cvjetni i apstraktni dizajn, a danas su uzor za izradu suvremenih ženskih kaftana.
Najpoznatiji kaftani bili su oni koje su nosili osmanski sultani, i drugi visoki dostojanstvenici Osmanskog Carstva koji su se razlikovali po boji, dekoraciji i dugmetima. Jer se morala poštovati stroga hijerarhija u odijevanju, pa se po kaftanu - odmah vidio društveni status.

## Opis
Tipični kaftan imao je duge široke rukave i bio je otvoren na prednjem dijelu, ali se je najčešće mogao trakama (ili vezicama) i zakopčati. 
Kaftanima su se također zvali i crni mantili koje su nosili Hasidijski Židovi od europskog srednjeg vijeka. 
Kako se širilo Osmansko Carstvo tako se širilo nošenje kaftana, pa se nosio i po Poljskoj, Ugarskoj, Rusiji i po čitavom Balkanu.
Kaftani su se raširili i po Zapadnoj Africi pa je to postala tipična nošnja Marokanki, i dostojanstvenika naroda Wolof u Senegalu (kaftan sabador). 
Kaftani su se raširili sve do jugoistočne Azije gdje se radio - batik kaftan od svile, s cvjetnom ili apstraktnom dekoracijom. 
Kaftan se zvao do gležnja dugi ženski kaput, sa širokim rukavima koji je postao moderan sredinom 20. stoljeća.